# Diều (đồ chơi)

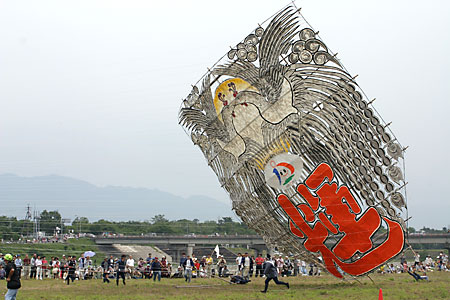
Đại hội diều Yokaichi tổ chức hàng năm vào tháng 5 tại Higashiomi, Shiga, Nhật.

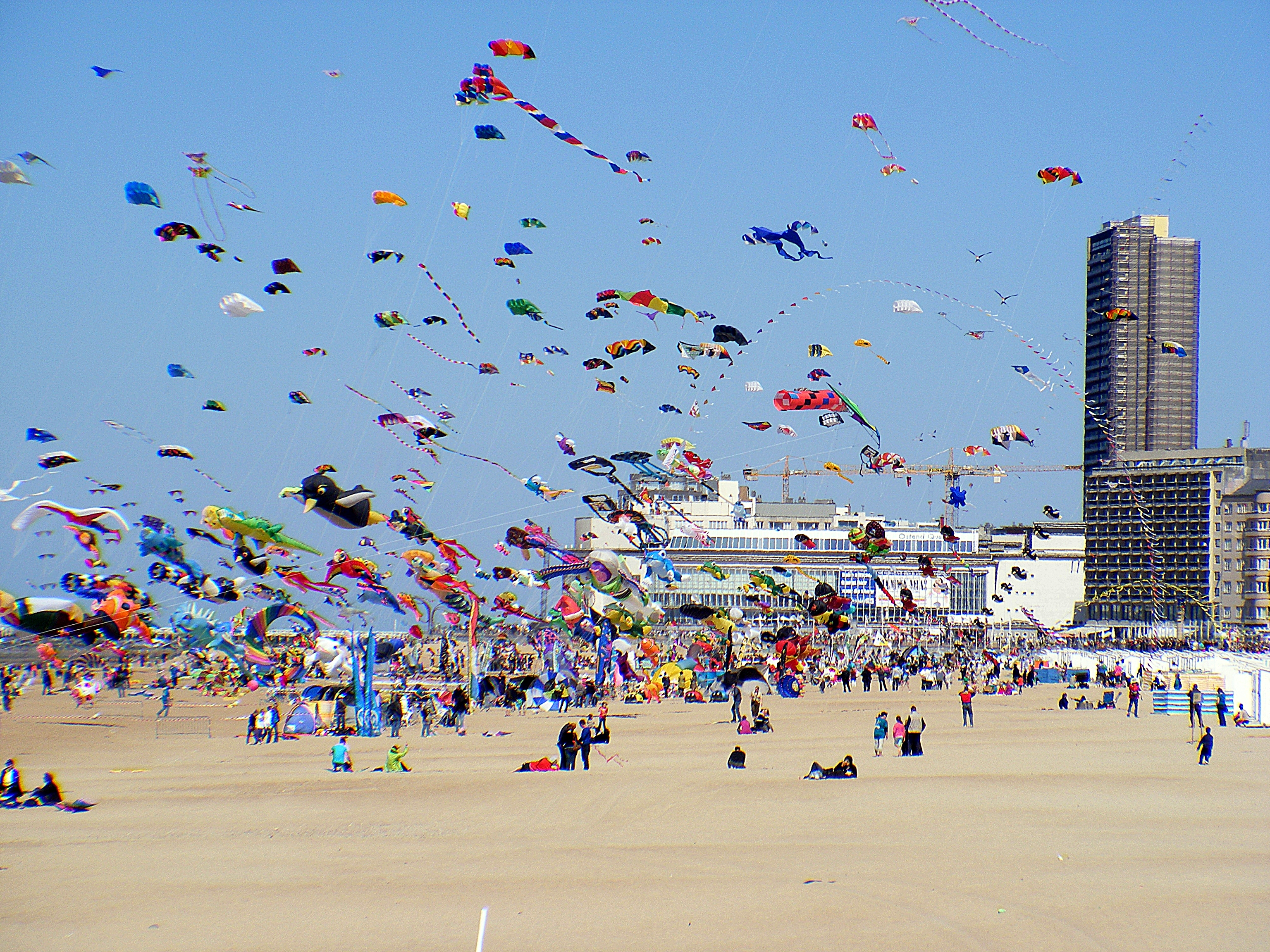
Lễ hội thả diều tại Oostende, Bỉ.

Diều Rokkaku.

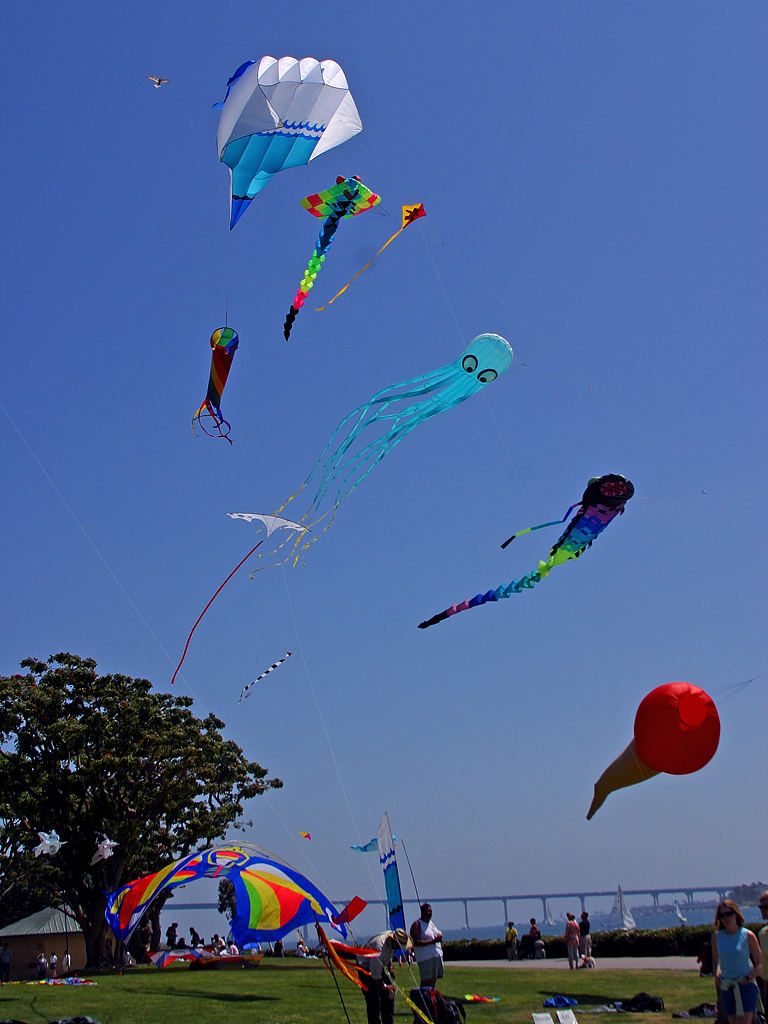

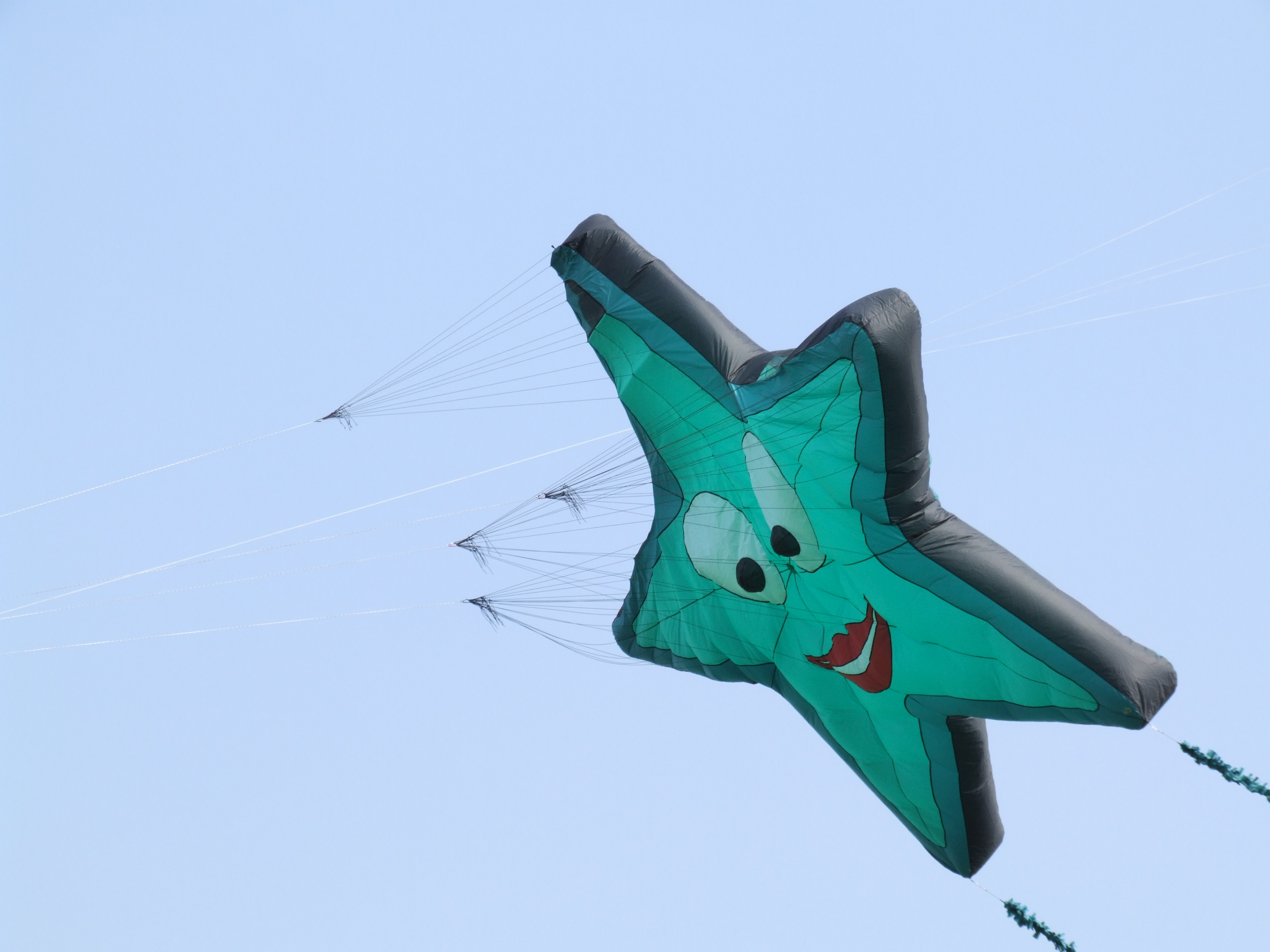

Diều là một loại khí cụ có thể bay được. Các luồng không khí ở trên và dưới góp phần làm diều bay lên.

## Lịch sử
Thú vui thả diều có nguồn gốc từ nghệ thuật làm mo vào thời cổ đại của người Trung Quốc cách đây 2800 năm. Chiếc diều đầu tiên có thể đã xuất hiện vào thời kỳ Xuân Thu do người thợ nước Lỗ có tên Lỗ Ban dùng gỗ chế tạo thành, thời đó cũng đã có sự xuất hiện của diều được làm bằng trúc và đến thời nhà Hán thì có sự xuất hiện của diều được làm bằng giấy, được gọi là "纸鸢" tức "chỉ diên" (diều hình chim diều hâu), nhưng không được phổ biến rộng rãi cho lắm, do ngành giấy lúc này mới bắt đầu hình thành.
Vào thời cổ đại, cứ mỗi dịp tết Thanh Minh đến, sau khi đã làm lễ cúng bái tổ tiên, người dân Trung Quốc đều có phong tục thả diều. Người xưa cho rằng, thả diều có thể xua đuổi tà khí và những điều rủi ro, xúi quẩy. Họ ghi hết tên những loại bệnh dịch nguy hiểm lên trên thân diều, sau khi đã thả cho diều bay thật cao sẽ dùng kéo cắt đứt dây. Họ muốn nhờ gió đưa diều đến chân trời góc biển và đem theo những loại bệnh dịch này cách xa con người, tránh cho con cháu của họ thoát khỏi bệnh tật… Không những vậy diều còn được các nhà sư dùng với ý nghĩa cầu sự yên bình tốt lành, do đó mỗi lần diều rơi các nhà sư đều làm lễ cúng bái để xua đuổi tà khí và cầu an. Hay diều còn được coi là vật dâng hiến các đấng thần linh của vua và các quần thần trong những đêm trăng sáng.
Cùng với sự phát triển của thời đại, ý nghĩa của việc thả diều cũng dần dần thay đổi. Trong lịch sử, diều đã từng được dùng trong quân sự, hay để đưa tin tức, có rất nhiều sử sách tư liệu đều nhắc đến việc khi quân của Hạng Vũ bị quân của Lưu Bang bao vây, tướng quân Hàn Tín (thời Hán Sở tranh hùng) đã dùng diều được làm bằng da trâu để thả lên trời, dựa vào độ dài của dây diều để ước tính khoảng cách đến Vị Ương Cung (nơi đang đóng quân của Hạng Vũ).

## Diều tại Việt Nam

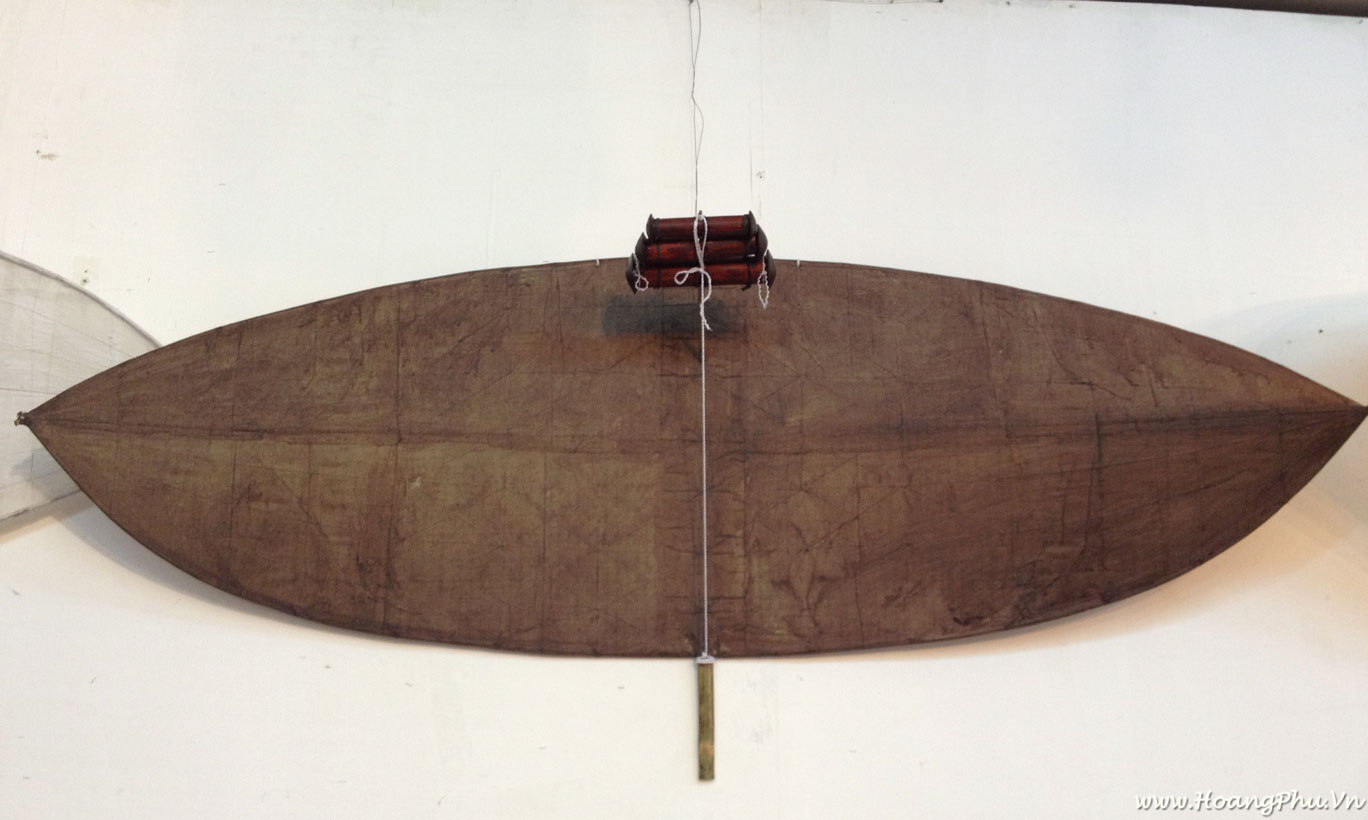
Diều cổ truyền của người Việt

Chơi diều không chỉ là một trò chơi trẻ con mà còn là một thú tao nhã của người lớn ở miền quê. Làng Hành Thiện, Nam Định ngày xưa có tục lệ chơi diều có tiếng, dùng diều lớn nhỏ đủ cỡ. Diều lớn có khi đường cánh đến 10 thước ta (khoảng bốn mét) gắn bốn ống sáo tạo ra tiếng vi vu.
Diều nhỏ cho trẻ em thì có khi chỉ to hơn cái quạt nan nhưng diều thường dùng thì có kích thước khoảng hai hay ba thước ta. Cấu trúc diều gồm xương cái, xương trên và xương dưới. Xương cái đặt dọc. Xương trên và dưới cong cong đặt ngang, hai đầu chụm lại tạo thành hình quả trám. Diều cổ truyền không có đuôi nhưng sau này để tăng lực và giúp diều thêm thăng bằng thì xuất hiện diều có đuôi. Thân diều dùng giấy bản, phất thêm hai lớp nước cậy cho giấy dai thêm, bớt rách. 
Diều lớn thay vì dùng giấy thì có thể dùng vải màn cũng phất thêm nước cậy. 
Dây diều thì diều nhỏ có thể dùng dây đay nhuộm thêm vỏ đà. Chắc hơn thì dùng dây gai. Đó là dây dùng cho những con diều từ ba thước trở xuống. Những làng có nghề dệt sợi thì dùng sợi vải màn, se ba vào làm một cho săn lại rồi nhuộm nâu. Diều lớn thì nhất thể phải dùng dây tre, vót từ thân tre, chắp từng đoạn lại rồi ngâm muối cho dai và mềm. Dây tre mới chắc đủ không dễ đứt dây. 

### Văn học dân gian

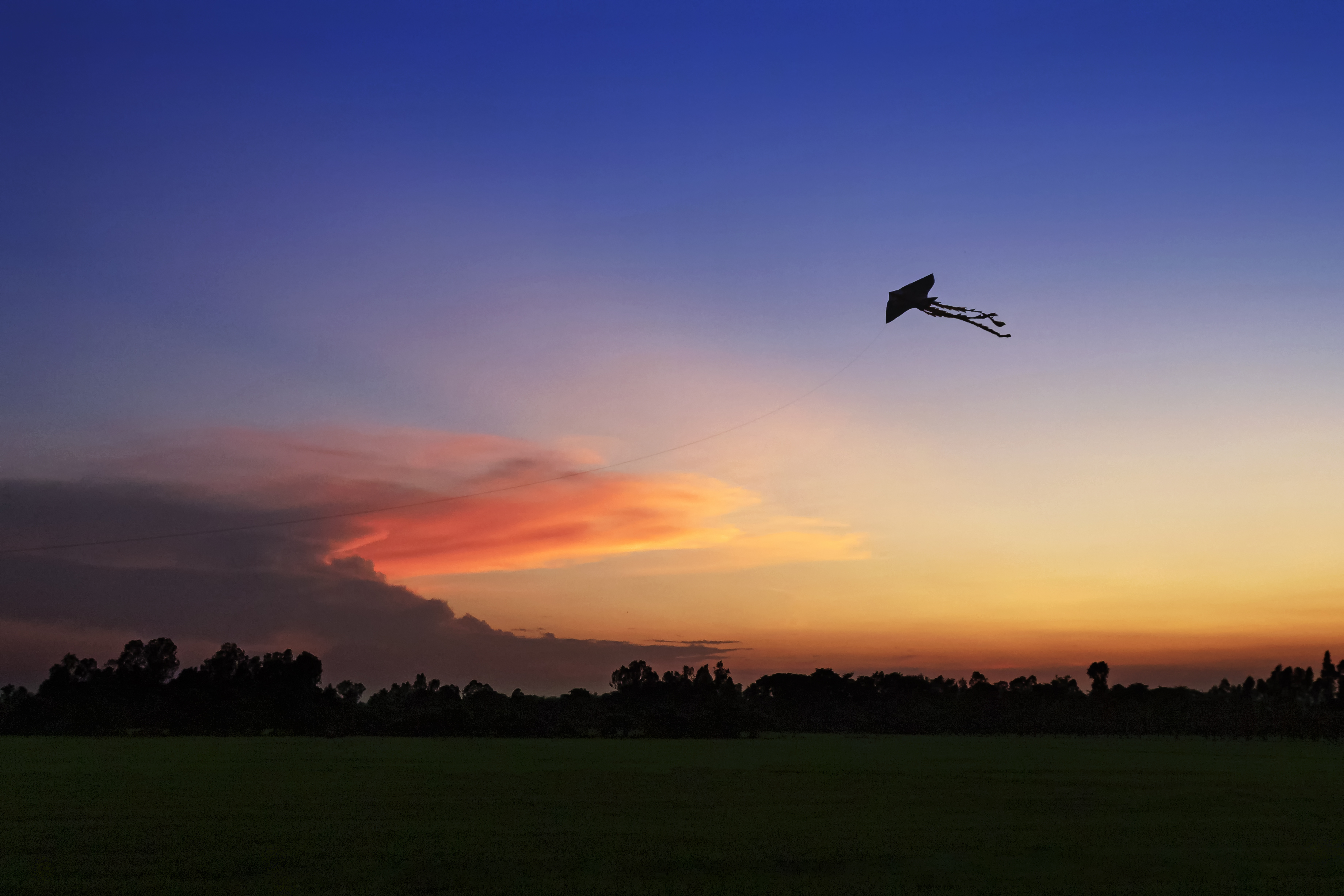
Diều bay trong chiều

Làng quê có một cánh diều
Lơ lửng bay suốt, cả chiều trên cao.
Tiêu Hà Minh
Cánh diều ai thả chân mây
Cho ta cảm xúc ngất ngây giữa trời.
Thơ "Thả diều" của Nguyễn Văn Phú
Cánh diều no gió
Sáo nó thổi vang
Sao trời trôi qua
Diều thành trăng vàng
Cánh diều no gió
Tiếng nó trong ngần
Diều hay chiếc thuyền
Trôi trên sông Ngân
Cánh diều no gió
Tiếng nó chơi vơi
Diều là hạt cau
Phơi trên nong trời
Trời như cánh đồng
Xong mùa gặt hái
Diều em - lưỡi liềm
Ai quên bỏ lại
Cánh diều no gió
Nhạc trời réo vang
Tiếng diều xanh lúa
Uốn cong tre làng
Ơi chú hành quân
Cô lái máy cày
Có nghe phơi phới
Tiếng diều lượn bay?
Tiếng diều vàng nắng
Trời xanh cao hơn
Dây diều em cắm
Bên bờ hố bom...
Bài thơ "Thả diều" của Trần Đăng Khoa